# GHRP
GHRP — релизинг-пептиды гормона роста (GHRP-2, GHRP-6), открытые в 1976 году и впервые выпущенные в 1999 году. Специфически стимулируют секрецию гормона роста (GH) на гипофиз плода соматотрофных с помощью нового мембранного рецептора, который отличается от гормона роста рилизинг гормона (GHRH) и соматостатин (SMS) рецепторов.
Изначально представляло интерес лишь их участие в регуляции секреции гормона роста. Исследования по выделению и идентификации грелина и его секреции позволили обратить внимание учёных на возможную общую физиологическую роль грелина и GHRP-системы. Двойное действие на секрецию гормона роста и на приём пищи в сочетании с двойной анатомической локализацией грелина в желудке и гипоталамусе представляет непосредственный интерес в области взаимозависимости этих процессов.

## GHRP-6
His-DTrp-Ala-Trp-DPhe-Lys-NH2 (GHRP-6) представляет собой синтетическое соединение, которое стимулирует выброс гипофизом соматотропного гормона роста. Наряду с этим, как показывают испытания на крысах, проводимые Робинсоном и Томасом и датированные 1997 годом, увеличивает секрецию пролактина и кортизола. Так же это подтверждают исследования Перри Л. А. 1999 года.

## GHRP-2
DAla-D-2-Nal-Ala-Trp-DPhe-Lys-NH2 (GHRP-2) — синтетический аналог GHRP-6, более мощно стимулирующий гормон роста и менее сильно (по отношению к GHRP-6) пролактин, АКТГ и кортизол.
Эти выводы подтвердили исследования Департамента внутренней медицины Италии, проводимые Университетом Турина (итал. Università degli Studi di Torino) в 1997 году. Исследования, проведённые в 2012 году в Бразилии университетом Cidade Universitaria (Сан-Пауло) на мышах с дефицитом выработки гормона роста, также подтвердили факт более сильной стимуляции секреции гормона роста. 

## GHRP в спорте
Активно применяется в спорте с целью увеличения выработки гормона роста, а также увеличения аппетита. Позиционируется именно как препарат для повышения спортивных показателей, а также как средство для быстрого восстановления и реабилитации после травм. На территории Российской Федерации в начале 2012 года произвели в спортивной среде такое явление как «Пептидный бум».
Объективная научная информация о последствиях применения для человека отсутствует.